# Stawy (Ukraina)
Stawy (ukr. Стави) – wieś na Ukrainie, w obwodzie kijowskim, w rejonie obuchowskim, w hromadzie Kaharłyk. W 2017 liczyła 1274 mieszkańców.